# Смилец
Смилец (бугарски: Смилец; умро 1298) је био бугарски цар од 1292. до 1298. године. Био је таст српског краља Стефана Дечанског (1321—1331) и деда по мајци првог српског цара Стефана Душана (1331—1355). Оснивач је бугарске династије Смилец.

## Биографија
Смилецово порекло је непознато. Хроничари пишу да припада "најплеменитијој породици у Бугарској". Такође, година његовог рођења је непозната. Имена Смилецових родитеља су непозната. Имао је двојицу браће, Радослава и Војсила. Породица је држала широк простор између Балканских планина и Средње горе. Пре него што је на престолу наследио Ђорђа I Тертера (1292), Смилец се оженио анонимном византијском принцезом, ћерком севастократора Константина Палеолога, полубрата цара Михаила VIII Палеолога. О околностима под којима је Смилец дошао на власт не зна се ништа, сем да се на бугарски престо попео жељом монголског кана Ногаја. За цара га је крунисао бугарски патријарх Јоаким III (око 1282—1300). Јоаким је 1300. године погубљен због издаје од стране цара Теодора Светослава, сина Ђорђа Тертера. Владавина Смилеца период је врхунца монголског утицаја у Бугарском царству. Ипак, монголски напади на Бугарску можда су трајали и током овог периода, као нпр. напади из 1297. и 1298. године. Монголи у тим нападима пустоше делове Тракије (које су тада држали Византинци), те можда Бугарска и није била њихов циљ.
Око 1296/7. године Смилец је своју ћерку Теодору оженио за српског "младог краља" Стефана Уроша III Дечанског, сина краља Стефана Милутина (1282—1321). Из овог брака рођен је српски цар Стефан Урош IV Душан (1331—1355). Смилец са историјске сцене нестаје 1298. године, на почетку инвазије Ногајевог сина Чаке. Могуће је да га је сам Чака убио или да је умро природном смрћу док су Монголи продирали у његову државу. Смилеца је накратко наследио његов син Јован II.
По Смилецу је назив добила стеновита тачка у Халовом заливу, североисточно од Нелсонових острва на Антарктику.

### Потомство
Смилец је био ожењен анонимном ћерком севастократора Константина са којом је имао троје деце:
- Јован II (умро пре 1330), који је оца наследио на бугарском престолу (1298-1299/1300)
- Теодора Смилец (умрла 20. децембра 1322), српска краљица, супруга Стефана Дечанског (1321—1331) и мајка Стефана Душана (1331—1355)
- Марина Смилец (умрла 7. априла 1355), удата за бугарског племића Алдимира.